# Волоочко канадське
Волоочко канадське (Troglodytes hiemalis) — дуже маленька північноамериканська пташка, що належить до родини Troglodytidae, поширеної переважно в Новому світі. Колись він був з'єднаним із видами із заходу Північної Америки Troglodytes pacificus та з Євразії Troglodytes troglodytes.
Розмножується в хвойних лісах від Британської Колумбії до Атлантичного океану. Мігрує на зимівлю на південний схід Канади, у східну половину США та (рідше) північно-східну Мексику. У невеликих кількостях можуть випадково залітати на захід США та Канади.
Наукова назва птаха взята від грецького слова troglodytes (від «trogle» — отвір і «dyein» — повзати), що означає «мешканець печер», і стосується його звички проникати в дупла або щілини під час полювання на членистоногих або для ночівлі, також він сміливо пірнає у печери, утворені льодом над потоками струмків узимку.

## Опис
Маленький хвіст часто стирчить прямо догори, а коротка шия надає пташці вигляду маленької коричневої кульки. Згори рудувато-коричневий, внизу сіріший, з темними коричневими та сірими штрихами, навіть на крилах і хвості. Дзьоб темно-коричневий, ноги блідо-коричневі. У молодих птахів менш контрастні штрихи. Волоочко канадське можна розпізнати за блідими «бровами» над очима.
Розміри:
- Довжина : 8-12 см
- Вага : 8-12 г (0,3-0,4 унції)
- Розмах крил : 12-16 см

## Таксономія
Вивчаючи пісні та генетику особин у зоні перекриття між Troglodytes hiemalis та Troglodytes pacificus, Toews та Irwin (2008) знайшли вагомі докази репродуктивної ізоляції між їхніми популяціями. Було запропоновано підвищити статус підвиду pacificus до рівня виду Troglodytes pacificus під назвою «волоочко кордильєрське». Застосувавши молекулярний годинник до кількості розбіжностей послідовностей мітохондріальних ДНК між ними, було підраховано, що Troglodytes pacificus і Troglodytes troglodytes востаннє мали спільного предка приблизно 4,3 мільйона років тому, задовго до льодовикових циклів плейстоцену, що сприяло видоутворенню у багатьох пташиних системах, що населяють бореальні ліси Північної Америки.

## Екологія

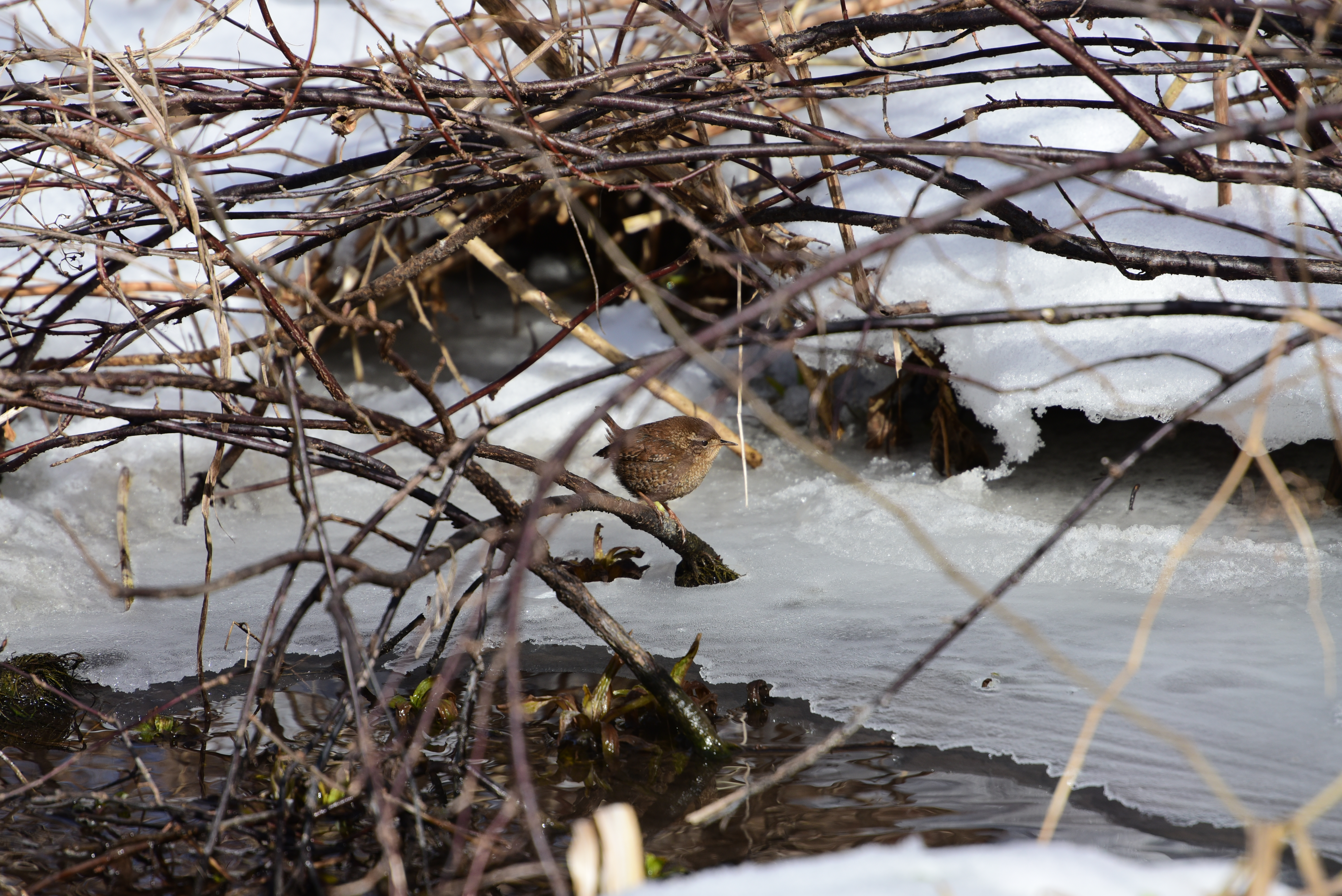
Взимку пташкка часто шукає поживу в порожнинах під льодом

Волоочко канадське гніздо гніздиться здебільшого в хвойних лісах, особливо в ялинових та ялицевих, де його часто ідентифікують за його довгою і вигадливою пісенькою. Хоча це комахоїдна пташка, вона може залишатися в помірно холодному і навіть засніженому кліматі, видобуваючи комах на таких субстратах, як кора і лежачі стовбури дерев.
Переміщення по колодах і гілках невпинне, але нешвидке; його короткі польоти стрімкі та прямі, але нетривалі, крихітні круглі крила тріпочуть, переносячи пташку з гілки на гілку.
Вночі, зазвичай взимку, він часто знаходить собі сідала і схованки у темних порожнинах, вузьких дуплах і навіть старих гніздах. У негоду ці дрібні пташки можуть збиратись разом групами, гріючи одне одного.
Здебільшого їжею є комахи та павуки, а взимку — великі лялечки та деяке насіння.

### Розмноження
Самець будує невелику кількість гнізд. Їх називают «півнячими гніздами», які лишаються невистеленими, доки самка не вибере собі одне.
Звичайне кругле гніздо з трави, моху, лишайників або листя, тісно заправлене в отвір у стіні, стовбурі дерева, тріщині в камені або кутку будівлі, а також часто будується в чагарниках, під навислими гілляками, у купах хмизу або смітті, яке назбирується між гілками після весняних повеней.
У квітні самиця відкладає від п'ятьох до вісьмох білих або ледь поцяткованих яєць, іноді послідовно вирощують дві кладки за сезон.